# サンポー食品
サンポー食品株式会社（サンポーしょくひん、 英: SANPO FOODS Co.,Ltd. ）は、佐賀県三養基郡基山町に本社と工場を置く日本の食品加工品会社。
社団法人 日本即席食品工業協会の会員企業である。ブランドコンセプトは「九州の「うまい」をカタチに」。

## 概要
カップ麺や棒ラーメンなどのインスタントラーメン （即席めん）、乾麺の製造・販売を行っている。
九州地方では、マルタイ（本社・福岡市西区 ）と並ぶインスタントラーメンのトップメーカーであり、マルタイとシェアを争っている。なお、サンポー食品の創業者は元々マルタイで働いていた。サンポー食品のカップ麺は、九州地方など西日本を中心に販売されていたが、関東地方のスーパーマーケットやコンビニエンスストアなどでも徐々に販売され始めている。
社名の「サンポー」は即席麺展開時に重視した「手早く調理できる」「おいしいものを」「安価に」の3点を三宝に見立てて「三宝ラーメン」（みたからラーメン）として名付けたところ、「三宝」にルビを振らなかったこともあり取引先から「サンポー」と呼ばれるようになったことから、「サンポー」が即席麺の愛称となり、そのまま現社名になった。
マスコットキャラクターは「ヤカンちゃん」と「ピッピちゃん」。

## 沿革
- 1921年（大正10年）1月 - 佐賀県三養基郡基山村（現・基山町）にて米穀卸大石商店を創業。
- 1949年（昭和24年）6月 - 株式会社旭製粉製麺所を設立。
- 1959年（昭和34年）4月 - 棒状のインスタントラーメン「三宝（みたから）ラーメン」製造開始。
- 1963年（昭和38年）7月 - 旭食品株式会社に社名変更。
- 1965年（昭和40年）
  - 9月 - 袋入りインスタントラーメン「サンポー軒」発売。
  - 12月 - サンポー食品株式会社に社名変更[1]。
- 1978年（昭和53年）8月 - とんこつ風味のカップめん「焼豚ラーメン」発売[2]。
- 1987年（昭和62年）3月 - 本社・工場を基山町大字長野に移転。
- 2017年（平成29年）7月 - 東京オフィスを開設。
- 2021年（令和4年）1月 - 創業100周年。

## 事業所
本社・工場
佐賀県三養基郡基山町長野230
東京営業所
東京都港区浜松町1-29-9 FA小林ビル8階

## 商品
- カップ麺
  - 焼豚ラーメン 九州とんこつ味（発売当時は『元祖焼豚ラーメン』と称していた。1978年発売。九州風とんこつスープのカップ麺では随一のロングセラー商品である）
  - 焼豚ラーメン 長浜とんこつ[3]
  - 焼豚ラーメン黒 熊本とんこつ[4]
  - 焼豚ラーメン ねぎ盛り
  - 焼豚ラーメン トロ旨鶏白湯風
  - うまか軒豚骨らーめん
  - ばりよかシリーズ
    - 豚骨ラーメン
    - ちゃんぽん
    - 醤油豚骨らーめん
    - 担々麵

  - 焼豚はるさめ 九州とんこつ味（上記の焼豚ラーメン 九州とんこつ味の麺を、春雨に代えた物）
  - 九州三宝堂シリーズ
    - 久留米ラーメン[5]
    - 高菜博多ラーメン[6]
    - 長崎ちゃんぽん[7]
    - 海苔佐賀しょうゆラーメン[8]

  - 湯切りなし!まぜてとろーり やわらか皿うどん
  - 博多ラーメン
  - 熊本ラーメン
  - ごぼう天うどん
  - 肉うどんきざみ油揚げ入り
  - 湯切りなし!まぜてとろーり カレーまぜそば ほか
- 袋入り麺
  - 棒状 九州久留米とんこつラーメン[9]
  - 棒状 九州博多とんこつラーメン[10]
  - 棒状 九州熊本とんこつラーメン[11]
  - 棒状 九州中洲屋台ピリ辛とんこつラーメン[12]
  - コクの一杯 鶏ガラ醤油ラーメン[13]
  - 棒状 プレミアム焼豚ラーメン
  - 棒状 プレミアム高菜ラーメン
  - 棒状 つけ麺 魚介醤油とんこつ味
  - 棒状 冷し中華 黒酢中華だれ ほか
  - 棒状 ラー麦ラーメン - 福岡県がラーメンのために新たに開発した小麦・ラー麦を使用した棒状ラーメン。
    - その他、通信販売向けの商品として「干し中華麺」（減塩久留米とんこつ・減塩博多とんこつ・減塩鶏ガラしょうゆラーメン）、「極細麺ザ・三宝ラーメン」、「初摘み 海苔スープラーメン」がある。
- 乾麺 
  - うどん夏場所
  - うどん冬場所

## その他
- 「焼豚ラーメン」の具材の焼豚は、1978年（昭和53年）の発売当初からハートの形をしている。
- 2010年（平成22年）から福岡市出身の女性フォークデュオである梅☆星が焼豚ラーメンのCMに出演している[14]。
- ロバートと江頭2:50はサンポー焼豚ラーメンのファンを公言している。

## タイアップ
- 装甲娘戦機

2021年放送のテレビアニメ。焼豚ラーメンなどサンポー食品製のカップラーメンを登場人物が食べるシーンが頻繁に盛り込まれており、エンディングクレジットにも社名が毎回表記されている。
- ゾンビランドサガ リベンジ

2021年放送のテレビアニメ。会社のある佐賀が舞台になっており、第2話にサンポー食品製の焼豚ラーメンを登場人物が食べるシーンが盛り込まれており、エンディングクレジットにも社名が表記されている。